# Академічна (станція метро, Москва)
55°41′16″ пн. ш. 37°34′24″ сх. д. / 55.68778° пн. ш. 37.57333° сх. д.
«Академічна» (рос. Академическая) — станція Калузько-Ризької лінії Московського метрополітену. Розташована між станціями «Ленінський проспект» і «Профсоюзна».
Станція побудована в 1962 році у складі черги «Жовтнева» — «Нові Черемушки». У проекті мала назву «Черемушки». Названа по існуючим раніше Академічним проїздам (нині всі перейменовані).

## Вестибюлі
Наземні вестибулі відсутні. Вхід на станцію здійснюється по підземних переходах з площі Хо Ши Міна, Профспілковій вулиці, Проспекту 60-річчя Жовтня та вулиці Дмитра Ульянова. На південному виході є ескалатор для виходу.

## Технічна характеристика
Конструкція станції — колонна трипрогінна мілкого закладення (глибина закладення — 8,5 м). На станції два ряди по 40 квадратних залізобетонних колон.

## Колійний розвиток
Станція без колійного розвитку.

## Оздоблення
Колони оздоблені світлим мармуром; колійні стіни — керамічною плиткою білого, блакитного і чорного (знизу) кольорів; підлога викладена сірим гранітом . Художнє оформлення станції зведено до мінімуму; «Академічна» — одна з перших московських станцій мілкого закладення з відсутністю декору, які отримали народне прізвисько «сороконіжок».

## Пересадки
- Автобуси: с5, 119, 121, 142, 196, 315, 434, 529, с918